# Lisa Foster
Lisa Raines Foster (* 1964 in London, England) ist eine britische Schauspielerin und Programmiererin für visuelle Effekte.

## Leben
Foster, die kanadischer Herkunft ist, debütierte 1982 in den Filmen Country Gold, Ator II – Der Unbesiegbare und Florida Match als Schauspielerin. 1983 folgte eine Rolle in Fanny Hill. 2000 übernahm sie eine größere Filmrolle in Warhammer – Der finale Krieg. In den 1990er Jahren war sie für visuelle Effekte und Spezialeffekte in Filmen wie Cliffhanger - Nur die Starken überleben, Stirb langsam: Jetzt erst recht oder James und der Riesenpfirsich verantwortlich. Um die Jahrtausendwende herum war sie in selber Funktion für die Videospiele Parasite Eve, Evil Dead: Hail to the King, Der Herr der Ringe: Die zwei Türme und Kingdom Under Fire: The Crusaders zuständig.

## Filmografie

### Schauspiel
- 1982: Country Gold
- 1982: Florida Match
- 1983: Ator II – Der Unbesiegbare (Ator 2 – L'invincibile Orion)
- 1983: Fanny Hill
- 1985: Summer’s End (Kurzfilm)
- 1985: Marie – Eine wahre Geschichte (Marie)
- 1985: Hitchhiker – Unglaubliche Geschichten (The Hitchhiker) (Fernsehserie, Episode 3x03)
- 1989: Twilight Zone (Fernsehserie, Episode 3x30)
- 1989: The Jitters
- 1989: Come Spy with Me (Fernsehfilm)
- 1994: Blutsbande ((Separated by Murder)) (Fernsehfilm)
- 1998: Death Row – Nachricht aus der Todeszelle (A Letter from Death Row)
- 1991–1992: You Can Be a Star (Fernsehserie)
- 2000: Warhammer – Der finale Krieg (For the Cause/Final Encounter)
- 2007: The Mix-Up (Kurzfilm)

### Visuelle Effekte
- 1993: Cliffhanger - Nur die Starken überleben (Cliffhanger)
- 1993: Super Mario Bros.
- 1993: Die Coneheads (Coneheads)
- 1994: Brainscan
- 1994: Wolf – Das Tier im Manne (Wolf)
- 1995: Hideaway – Das Böse (Hideaway)
- 1995: Stirb langsam: Jetzt erst recht (Die Hard with a Vengeance)
- 1995: Virtuosity
- 1996: James und der Riesenpfirsich (James and the Giant Peach)
- 1996: Cable Guy – Die Nervensäge (The Cable Guy)
- 1998: Parasite Eve (Videospiel)
- 2000: Evil Dead: Hail to the King (Videospiel)
- 2002: Der Herr der Ringe: Die zwei Türme (The Lord of the Rings: The Two Towers) (Videospiel)
- 2004: Kingdom Under Fire: The Crusaders (Videospiel)